# Josef Motschmann

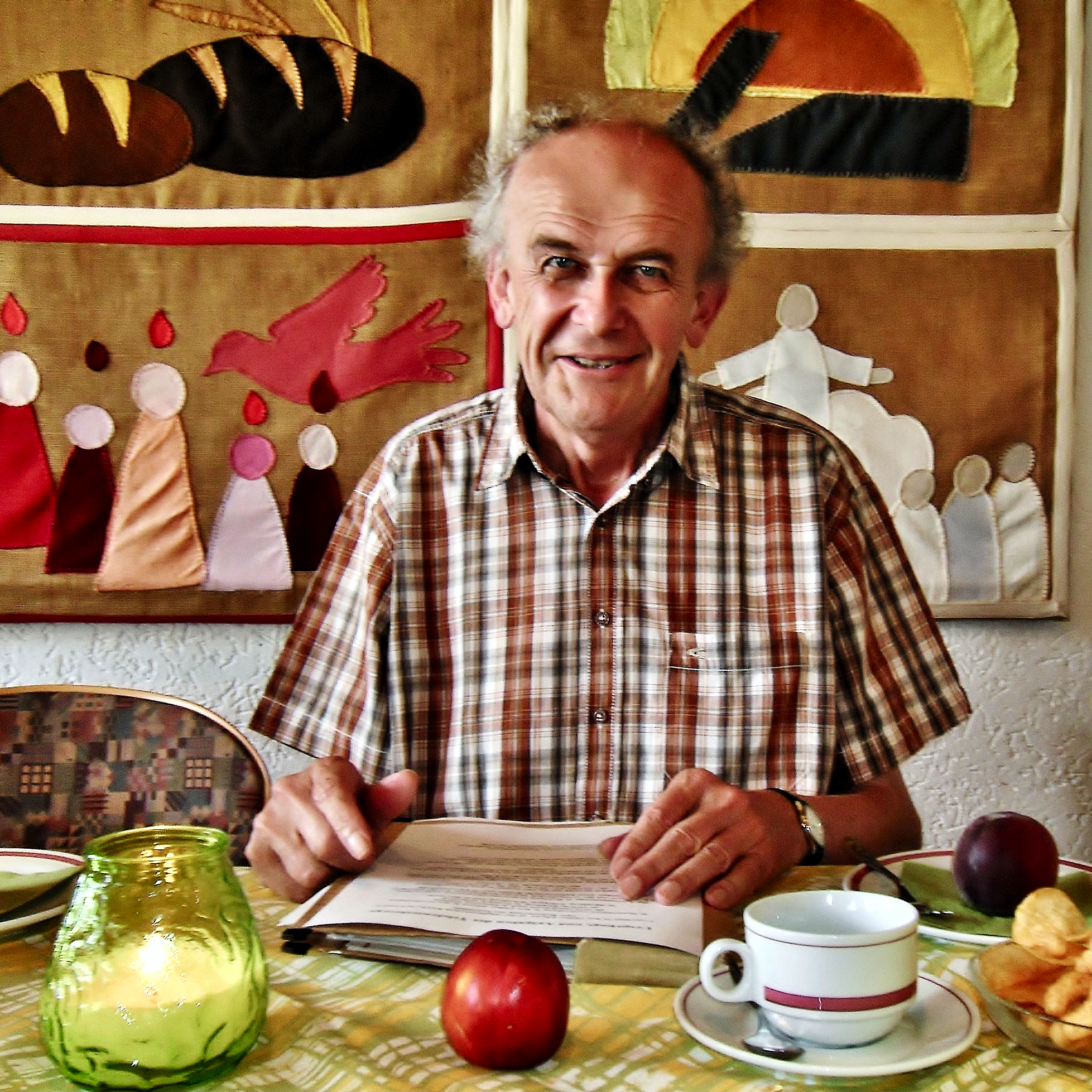
Josef Motschmann anlässlich einer Vortragsveranstaltung in Altenkunstadt, 2015. Fotograf: Bernd Kleinert

Josef Motschmann (* 26. Januar 1952 in Altenkunstadt, Oberfranken, Bayern; † 26. November 2016 in Bad Staffelstein) war ein deutscher Theologe, Gymnasiallehrer, Mundartlyriker, Heimatforscher, Hobbyhistoriker, Laiendarsteller, Vortragsredner und Autor.

## Familie
Motschmann wuchs als ältestes von vier Kindern seiner römisch-katholischen Eltern auf einem Bauernhof in Altenkunstadts Klosterstraße (im Volksmund: „Kaffeegass“) auf. Im Jahr 1981 heiratete er Elfriede Fischer (* 1955), mit der er in die gemeinsame Wahlheimat Schönbrunn bei Bad Staffelstein zog. Aus der Ehe gingen drei Söhne hervor, Kilian (* 1983), Benedikt (* 1985) und Valentin (* 1987). Die Vornamen, welche die Eltern für ihre Söhne wählten, beziehen sich auf den Frankenapostel Kilian, auf die dem familiären Wohnort Schönbrunn nahegelegene ehemalige Benediktinerabtei Kloster Banz, auf die beiden Josef Motschmann inspirierenden Vorbilder, den in dieser Abtei langjährig tätigen Benediktinermönch Valentin Rathgeber und den Komiker Karl Valentin sowie auf den früh verstorbenen Bruder von Josef Motschmanns Mutter, der Valentin hieß, an den damit erinnert wird.

## Schule
Josef Motschmann litt zeitlebens unter einer starken Einschränkung seiner Sehfähigkeit, die eine intensive sportliche Betätigung und schwere körperliche Arbeit unmöglich machten. Trotzdem spielte er gern Fußball. Zunächst besuchte der „Aldnkuschde Buu“ (Altenkunstädter Bub) von 1958 bis 1963 die Volksschule in Altenkunstadt, für damals reguläre fünf (Grund-)Schuljahre. Während dieser Zeit führte er ein Tagebuch.
Aufgrund seines anfänglichen Berufswunsches, Priester zu werden, lebte er von 1963 bis 1970 im erzbischöflichen Knabenseminar Ottonianum, einem konfessionellen Internat in Bamberg. Parallel dazu besuchte er das Franz-Ludwig-Gymnasium in Bamberg, wo er 1972 sein Abitur bestand. 1970 hatte er sich zum Beginn der Kollegstufe entschlossen, das Ottonianum zu verlassen, um direkten und regelmäßigen Kontakt zu seinem Freundeskreis in Altenkunstadt haben zu können. Bis zur Reifeprüfung musste er als Fahrschüler zwischen Altenkunstadt, dem Bahnhof in Burgkunstadt und seiner Schule in Bamberg pendeln, hin und zurück schultäglich rund 100 Kilometer.
Schon im frühen Kindesalter wurde ihm darstellerisches Talent zugeschrieben. Als älterer Schüler engagierte er sich in der Jugendarbeit und stellte als Laiendarsteller gern Karl Valentin dar. Durch diese stark mundartlich geprägte Figur erwachte wohl auch sein Interesse an Mundartdichtung. In der Katholischen Landjugendbewegung (KLJB) wurde er innerhalb der Gemeinschaft nachhaltig geprägt. Dort lernte er auch seine spätere Ehefrau kennen.

## Studium
Schon zu Studienbeginn war er sich klar geworden, dass er eine Familie gründen wollte; sein ursprünglicher Berufswunsch, katholischer Priester zu werden, war somit wegen des Zölibats ausgeschlossen. Ab dem Wintersemester 1972/73 bis zum Sommersemester 1974 studierte er zunächst an der Julius-Maximilians-Universität in Würzburg Germanistik und Geschichte. Vom Wintersemester 1974/75 bis zum Sommersemester 1977 war er an der Gesamthochschule Bamberg für Pädagogik und Katholische Theologie immatrikuliert und legte dort 1976 sein Vordiplom im Fachbereich Erziehungswissenschaften, Fachgebiet Pädagogik, ab. Zum Wintersemester 1977/78 wechselte er an die Eberhard Karls Universität nach Tübingen.
Insbesondere seine dortige Studienzeit soll ihn stark beeinflusst haben. Er gehörte 1979/80 zum letzten Jahrgang, der durch den Theologen Hans Küng geprüft wurde, als diesem die kirchliche Lehrbefugnis durch das Dikasterium für die Glaubenslehre entzogen wurde. Sein Studium schloss Motschmann als diplomierter Theologe (Dipl.-Theol.) ab.

## Wirken

### Beruf und Berufung
Zunächst wirkte er als Pastoralassistent in der Pfarrei St. Martin in Bamberg. Dies umfasste eine erste Tätigkeit als Religionslehrer in der Martinschule, einer zur Pfarrei gehörenden Hauptschule. Nach der Ausbildung zum Pastoralreferenten arbeitete er hauptamtlich in der Telefonseelsorge und als Religionslehrer am Maria-Ward-Gymnasium für Mädchen in Bamberg, wo er in der Oberstufe langjährig den Leistungskurs Religion leitete. Für die Ehe-, Familien- und Lebensberatungsstelle des Erzbistums in Bamberg wirkte er mehr als 32 Jahre lang als Berater in Leitungsfunktion.

### Mundartliche Lyrik
Als Mundartdichter trat er auf Bühnen, im bayerischen Hörfunk und im Fernsehen auf, publizierte ab 1981 mit dem Gedichtband Weidn loun sich biing (Weiden lassen sich biegen) seine Lyrik auf Print- und später auch Audiomedien. Seine mundartlichen Gedichte sind aphoristisch und zeitkritisch, widmen sich Heiterem ebenso wie Ernstem, darunter auch dem Antisemitismus. In Schulen warb er vor Schülern für den Gebrauch ihrer heimischen Mundart ebenso wie für das Beherrschen des Hochdeutschen.
„Haamed ist dodd,

wu ich veschdeh und

wu ich veschdandn wä.“
Übertragung aus der fränkischen Mundart ins Hochdeutsche:
Heimat ist dort,

wo ich verstehe und

wo ich verstanden werde.

### Regionalhistorische Forschung
In der Nachkriegszeit aufgewachsen, wurde er durch wiederholt geäußerte Erinnerungen seiner Großmutter darauf aufmerksam, dass in seiner Geburtsstadt und in der Straße, in der er geboren wurde, einst ein großer Anteil jüdischer Bewohner lebte. Seine Fragen zu deren Verbleib allerdings wurden während der 1950er und 1960er Jahre sowohl in der Schule als auch vor Ort entweder unbefriedigend knapp oder mit Schweigen beantwortet. Daher widmete er sich bereits parallel zu seinem dritten Studienabschnitt in Tübingen der heimatkundlichen Forschung zur jüdischen Geschichte seiner Geburtsstadt sowie der oberfränkischen Region. 1983 veröffentlichte er die viel beachtete Broschüre Der Leidensweg der Juden am Obermain, die auf seinem identisch betitelten Vortrag beruhte. Weitere Vorträge und Publikationen folgten. Dadurch sah er sich jedoch regelmäßig Anfeindungen und  persönlicher Bedrohung per Briefpost und Telefon sowie durch in den Lack seines Kraftfahrzeugs eingeritzte Hakenkreuze ausgesetzt, insbesondere als er zur Identität der lokalen bzw. regionalen antisemitischen Täter während der Zeit des Nationalsozialismus forschte. Täternamen nannte Motschmann während einer Vortragsveranstaltung erst dann, als alle ihm namentlich bekannten Täter bereits verstorben waren. Deren Nachfahren, mit denen er sich duzte, charakterisierte er als nicht verantwortlich für die juristisch in den allermeisten Fällen ungesühnten Taten ihrer Elterngeneration. Die Wahrheit über das Tun ihrer Väter anzusprechen und zuzuschreiben, hielt er indes für zumutbar, zumal deren Opfer ein Anrecht darauf hätten.

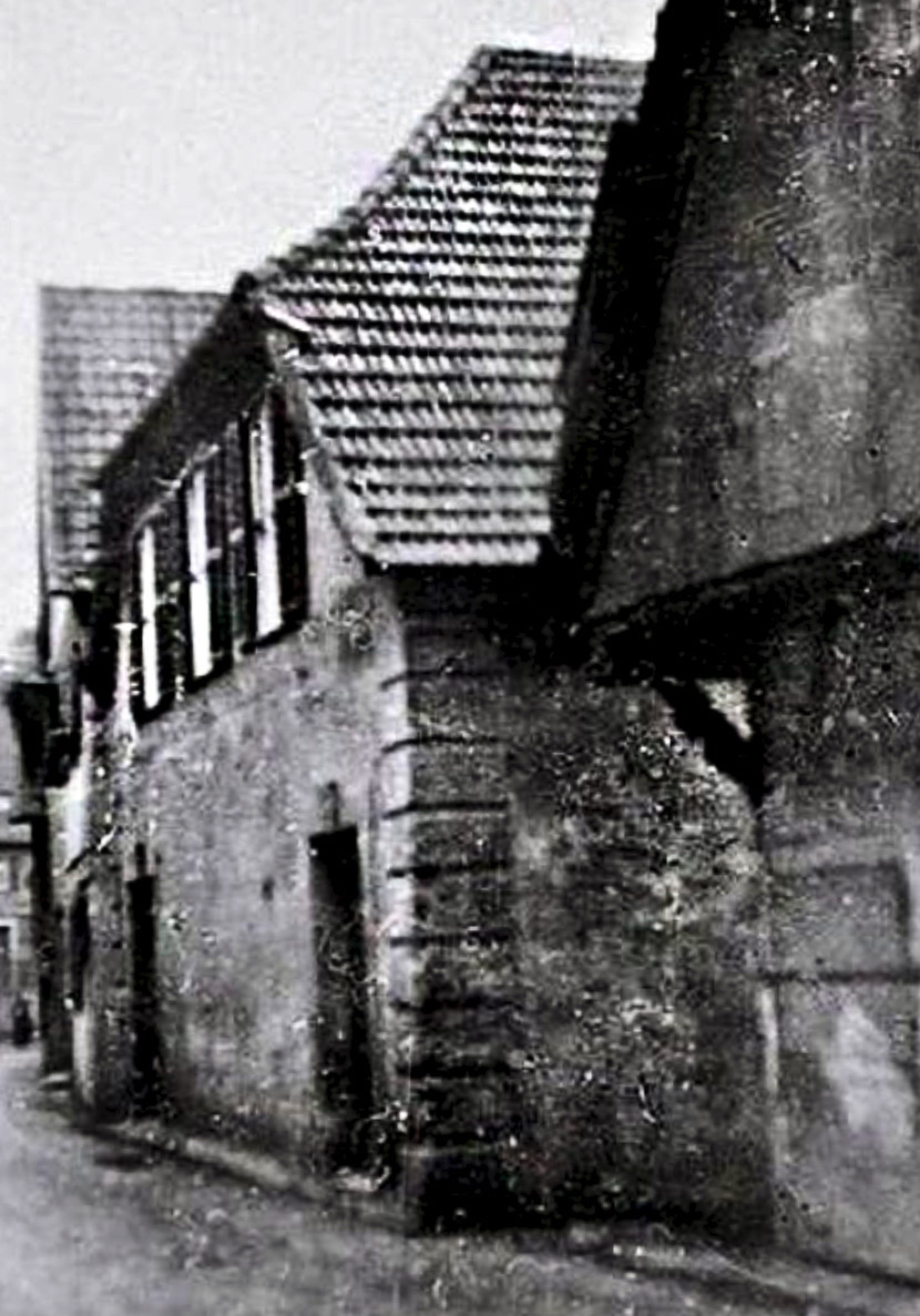
Die Synagoge von Altenkunstadt, 1920er Jahre

1988 gründete er in seiner Geburtsstadt die Interessengemeinschaft Synagoge Altenkunstadt und blieb bis zu seinem Tod deren Vorsitzender. Das „Aldenkuschder“ Synagogengebäude wurde auf seine Initiative hin mit Unterstützung der Bayerischen Landesstiftung als zweites im Freistaat restauriert und ab 1993 zu einem Ort der Begegnung, des kulturellen Austausches und des friedlichen Diskurses.
Im Verlauf eines Skandals, der sich aus der posthumen Ehrung der Burgkunstädter Schriftstellerin Kuni Tremel-Eggert (Kunigunde Eggert) aus Anlass ihres 50. Todestages im Jahr 2007 entwickelte, bezog Motschmann zu deren teils explizit antisemitischem literarischen Werk Stellung: „Sie hat wie viele andere eine Saat ausgestreut, die schließlich die Verbrechen der Nazis ermöglicht hat“.
Motschmann war über Jahrzehnte im 1924 gegründeten Heimat- und Geschichtsverein Colloquium Historicum Wirsbergense (CHW) aktiv, hielt für diesen Vorträge und führte Exkursionen zur Heimatgeschichte. Die CHW-Bezirksgruppe Bad Staffelstein leitete er von 1998 bis zu seinem Tod.
Motschmann warb für das wechselseitige Verständnis der jüdischen und der christlichen Religion sowie für deren gemeinsame Traditionen und Werte. Er organisierte Studienreisen nach Israel und Stadtführungen für ehemalige jüdische Bewohner von Altenkunstadt bzw. deren Nachfahren, hielt Vorträge und leitete Exkursionen mit Schulklassen und anderen Gruppen.

### Politisches Engagement
Mindestens ab den frühen 1970er Jahren engagierte sich der zeitlebens parteilose Motschmann für die SPD. Es gelang dem 20-Jährigen, seinen Vater zu einem Votum für Willy Brandt bei der Bundestagswahl 1972 zu bewegen. Allerdings meinte sein Vater danach, diese Stimmabgabe im Beichtstuhl der Basilika Vierzehnheiligen als Sünde beichten zu müssen.
Für den Bund Naturschutz in Bayern rezitierte Josef Motschmann im Rahmen einer Protestaktion gegen die durch Oberfranken und den „Gottesgarten“ geführte Bundesautobahn 73 u. a. sein Gedicht Eigerohmda Maawiesn (Eingerahmte Main-Wiese/n).
Im Jahr 2014 kandidierte er für die Grünen für einen Sitz im Kreistag des Landkreises Lichtenfels, in dem bereits sein jüngster Sohn Valentin seit 2008 als Kreisrat saß.

## Persönliche Kontakte
Durch seine Aktivitäten wurde er mit dem Studenten Günter Dippold (heute: Bezirksheimatpfleger; Universität Bamberg) und dem Stadt- bzw. Kreisrat sowie Bodendenkmalpfleger Bernhard Christoph (Grüne) bekannt und freundete sich mit beiden an. Zu seinen Förderern zählten der Bürgermeister von Altenkunstadt, Alfred „Fred“ Hermannsdörfer (SPD), und Otto Schuhmann (SPD, MdL), der ebenfalls ein sehr guter Freund Motschmanns war.

## Funktionen
- 1988 bis 2016: Erster Vorsitzender der Interessengemeinschaft Synagoge Altenkunstadt[14][26]
- 1998 bis 2016: Vorsitzender der Bezirksgruppe Bad Staffelstein des Colloquium Historicum Wirsbergense (CHW)[33]

## Ehrungen
Josef Motschmann wurde 1998 in Washington D. C. für seine historische Forschung mit dem George Washington Award des B’nai B’rith Klutznick National Jewish Museum ausgezeichnet. Im Jahr 2002 wurde er in Berlin mit dem Obermayer German Jewish History Award geehrt. 2003 wurde ihm die Verdienstmedaille des Bezirks Oberfranken überreicht. Im Jahr 2004 wurde ihm das Verdienstkreuz am Bande des Verdienstordens der Bundesrepublik Deutschland verliehen. 2005 wurde ihm als einem Menschen typisch fränkischen Charakters der Frankenwürfel der drei Regierungspräsidenten Mittel-, Ober- und Unterfrankens für sein mundartliches dichterisches Werk zuerkannt. Im Jahr 2012 erhielt der „Gewürfelte“ die Ehrenbürgerwürde der Gemeinde Altenkunstadt. In seinem Geburtsort Altenkunstadt wurde in einem Neubaugebiet die Josef-Motschmann-Straße nach ihm benannt.
Im Rahmen seiner Ernennung zum Ehrenbürger der Gemeinde Altenkunstadt konstatierte Motschmann: „Neben vielen Facetten war es auch der Reichtum unseres fränkischen Dialekts, mit dem ich groß geworden bin. Eine Sprache, die in feinen Nuancen die Tätigkeiten auf einem Bauernhof und den Alltag in einem fränkischen Dorf beschrieben hat. Ich musste mich nie schämen für diesen Dialekt, habe ihn nie als Makel erlebt, sondern habe ihn immer als meine Muttersprache empfunden, die ich gepflegt, ausgelotet und in meiner Lyrik weitergegeben habe.“
Er verstarb im Alter von 64 Jahren und wurde auf dem Friedhof in Bad Staffelstein beigesetzt.
„A Groushalm aufm Maa dä sich dreimleßd

und doch schbüed, daße gedroung wädd.“
Übertragung aus der fränkischen Mundart ins Hochdeutsche:
Ein Grashalm auf dem Main, der sich treiben lässt

und doch spürt, dass er getragen wird.

## Veröffentlichungen (Auszug)
- Der Leidensweg der Juden am Obermain – Vom Ende der jüdischen Gemeinden in Lichtenfels, Burgkunstadt und Altenkunstadt in den Jahren 1933–1942, SPD-Kreisverband Lichtenfels (Hrsg.), Lichtenfels 1983, ohne ISBN, OCLC 832331134.
- Altenkunstadt-Saaz-Berlin-Jerusalem. Stationen einer jüdischen Familie in drei Jahrhunderten. In: Vom Main zum Jura, H. 2, Lichtenfels 1985, OCLC 234027136, S. 45–56.
- Eigerohmda Maawiesn – Mundartgedichte aus dem „Gottesgarten am Obermain“, Verlag Obermain-Tagblatt, Lichtenfels 1986, ohne ISBN, OCLC 165731183.
- Weidn loun sich biing – Mundartgedichte aus dem „Gottesgarten am Obermain“, Verlag Obermain-Tagblatt, Lichtenfels 1986, ohne ISBN, OCLC 159892898.
- Rabbi Altenkunstadt – Skizzen zur Biographie eines bedeutenden Rabbiners. In: Vom Main zum Jura – heimatgeschichtliche Zeitschrift für den Landkreis Lichtenfels, H. 4, OCLC 970837981, S. 131–138.
- Es geht Schabbes ei – Vom Leben der Juden in einem fränkischen Dorf, SPD-Kreisverband Lichtenfels (Hrsg.), Lichtenfels 1988, ohne ISBN, OCLC 75069560.
- Als aus Juden Nachbarn und aus Nachbarn Juden wurden – Jüdische Gemeinden im 19. und 20. Jahrhundert, 1990, ohne ISBN, OCLC 1110728519.
- mit Detlev Dormeyer: Aus der Auferstehungshoffnung leben. In: Diakonia, 21 (1990), 1, S. 69–70.
- mit Manfred Treml und Haus der Bayerischen Geschichte: Jüdische Landgemeinden in Oberfranken – Raumbeispiel: Altenkunstadt / Burgkunstadt, Haus der Bayerischen Geschichte (Hrsg.), München 1991, ohne ISBN, OCLC 1242234833.
- mit Wolfgang Döll, Ottmar Fuchs, Hans Lyer, Bernhard Paal: Lebenszeichen, Sakramente, Leben feiern – Fastenpredigten 1996 in Herz Jesu, Erlangen. Verlagsgemeinschaft Anarche, Erlangen 1996, ISBN 3-9303-2134-3, OCLC 164795154.
- Schönbrunn am Obermain – Bauern, Fischer, Edelleut’ (= Bad Staffelsteiner Schriften, Bd. 4), Stadt Staffelstein (Hrsg.), Bad Staffelstein 1997, ISBN 978-3-9802943-4-8, OCLC 75907508.
- mit Siegfried Rudolph und Günter Dippold: „Guter Ort“ über dem Maintal – Der jüdische Friedhof bei Burgkunstadt (= CHW-Monographien, Band 1), Colloquium Historicum Wirsbergense, Kommissionsverlag H. O. Schulze, Lichtenfels 1999, ISBN 3-87735-146-8, OCLC 970949273.
- Morkschdaa – Mundartgedichte aus dem „Gottesgarten am Obermain“, Verlag Obermain-Tagblatt, Lichtenfels 2000, ISBN 978-3-00-007139-3, OCLC 76202339.
- A Groushalm aufm Maa (CD-ROM), ClassicConcept, Lichtenfels 2001, ohne ISBN, OCLC 164590083.
- Synagoge in Altenkunstadt. Jüdischer Friedhof bei Burgkunstadt, bilingual deutsch/englisch OCLC 163490399.
- Jerusalem an Main und Regnitz – Juden in Oberfranken (1007-2005) (= Oberfränkischer Schulanzeiger, Nr. 323, Heimatbeilage), Regierung von Oberfranken (Hrsg.), Bayreuth 2005, ohne ISBN, OCLC 181500610.
- Altenkunstadt – Heimat zwischen Kordigast und Main, Gemeinde Altenkunstadt (Hrsg.), Altenkunstadt 2006, ohne ISBN, OCLC 162289229.
- 50 Jahre Zeublitzer Kapelle – Eine Festschrift. Kapellenbauverein Zeublitz (Hrsg.), Altenkunstadt 2007, OCLC 220356512.
- Von der Judischheit zu Cronach 1200–1883. In: Katja B. Zaich, Willi Zaich, Josef Motschmann und Aktionskreis Kronacher Synagoge: Gern gesehen und wohl gelitten zur Geschichte der Kronacher Juden und ihrer Synagoge, Aktionskreis Kronacher Synagoge (Hrsg.), Kronach 2009, ISBN 978-3-0002-8313-0, OCLC 502421276, S. 9–24.
- Maachich, Meelich und Monschdaa – Eichig, Erlach und Arnstein im Dialekt. In: Heimatgeschichtliche Zeitschrift für den Landkreis Lichtenfels, Band 19/20 (2010/2011), S. 103–104.